# Alataleberis
Alataleberis is een geslacht van uitgestorven kreeftachtigen uit de klasse van de Ostracoda (mosselkreeftjes).

## Soorten
- Alataleberis johannae Mckenzie & Warne, 1986 †
- Alataleberis miocenica Mckenzie & Warne, 1986 †
- Alataleberis ornithopetra Mckenzie & Warne, 1986 †
- Alataleberis paranuda Milhau, 1993 †
- Alataleberis robusta Mckenzie & Warne, 1986 †